# Мољано
Мољано (итал. Mogliano) насеље је у Италији у округу Мачерата, региону Марке.
Према процени из 2011. у насељу је живело 2809 становника. Насеље се налази на надморској висини од 253 м.

## Становништво
| 1931. | 1936. | 1951. | 1961. | 1971. | 1981. | 1991. | 2001. | 2011. |
| ----- | ----- | ----- | ----- | ----- | ----- | ----- | ----- | ----- |
| 5.108 | 4.963 | 4.963 | 4.813 | 4.855 | 4.843 | 4.788 | 4.831 | 4.773 |